# Fiodor Kudriaszow
Fiodor Wasiljewicz Kudriaszow (ros. Фёдор Васи́льевич Кудряшо́в; ur. 5 kwietnia 1987 w Mamakanie) – rosyjski piłkarz, grający jako lewy obrońca.

## Kariera piłkarska
Wychowanek drużyny Sibiriak Brack.
Od 2005 do 2012 grał w Spartaku Moskwa, klubie któremu kibicuje. W tym czasie był wypożyczany do FK Chimki, Tomi Tomsk i FK Krasnodar.
Latem 2012 roku został zawodnikiem Tereka Grozny, a podczas sezonu 2015/16 zmienił klub na FK Rostów.
Od 2016 roku był powoływany do Sbornej, gdzie zadebiutował 31 sierpnia 2016 w meczu z Turcją.
W 2017 został zawodnikiem klubu Rubin Kazań. Następnie grał w İstanbul Başakşehir i PFK Soczi, a w 2020 trafił do Antalyasporu.